# St. Georg (Streitau)

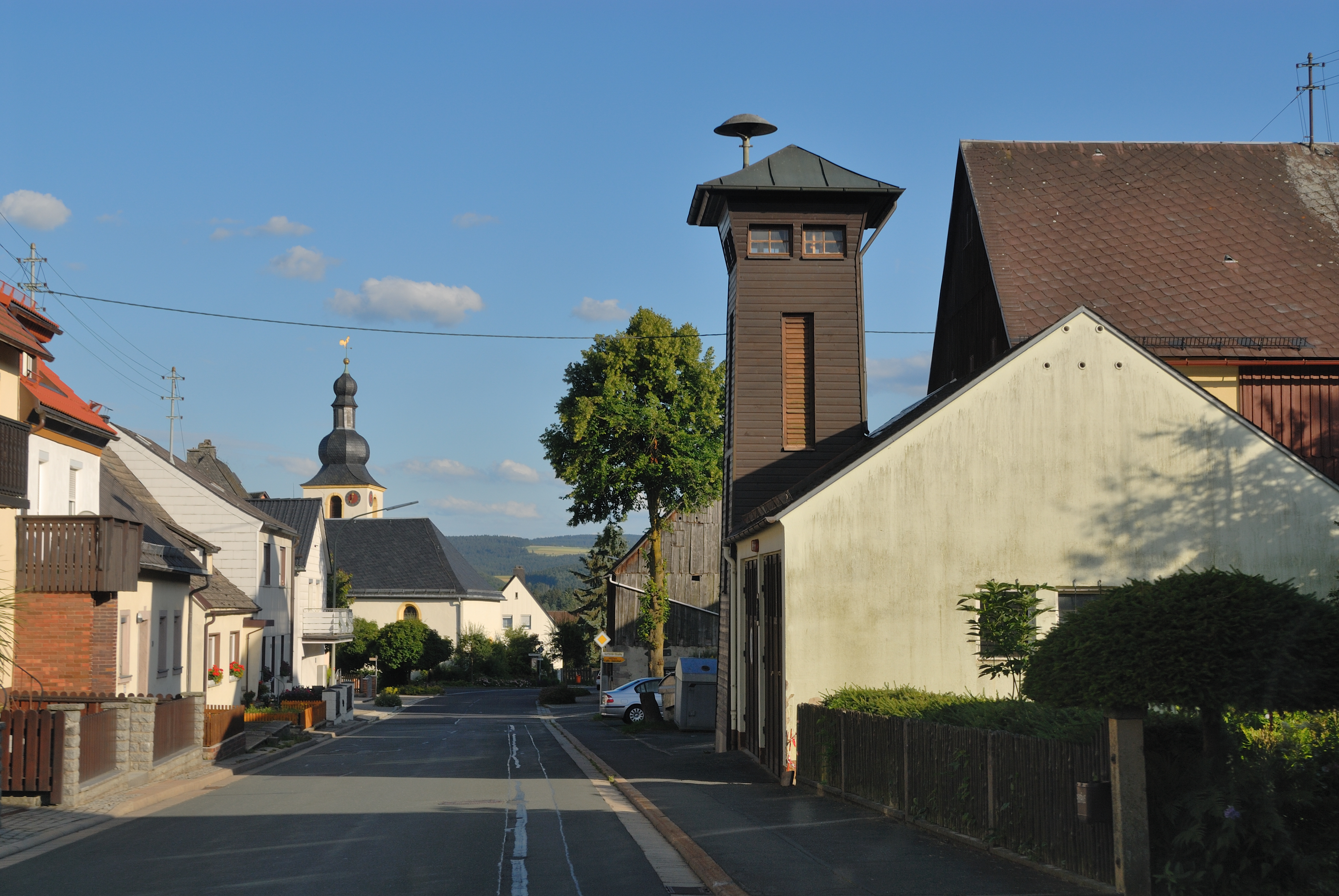
St. Georg (Streitau)

Die denkmalgeschützte, evangelisch-lutherische Pfarrkirche St. Georg steht in Streitau, einem Gemeindeteil der  Stadt Gefrees im Landkreis Bayreuth (Oberfranken, Bayern). Die Kirche ist unter der Denkmalnummer D-4-72-139-34 als Baudenkmal in der Bayerischen Denkmalliste eingetragen. Die Pfarrei gehörte bis zum 1. Februar 2017 zum Dekanat Bad Berneck, danach wurde es mit dem Dekanat Bayreuth im Kirchenkreis Bayreuth der Evangelisch-Lutherischen Kirche in Bayern vereinigt.

## Beschreibung
Die Saalkirche besteht aus einem Langhaus aus dem 16./17. Jahrhundert, das mit einem Walmdach bedeckt ist, und einem 1690/91 in der Mitte der Südseite des Langhauses angebauten Kirchturm, der 1818 mit einem Geschoss für die Turmuhr und den Glockenstuhl aufgestockt, und mit einer schiefergedeckten Welschen Haube bedeckt wurde. Zur Kirchenausstattung gehört ein Altar, den Elias Räntz 1717 mit einem Relief über die Kreuzabnahme ausgestattet hat. Die Orgel mit 13 Registern und 2 Manualen wurde 1985 von der Werner Bosch Orgelbau errichtet.